# Erich von Kielmansegg

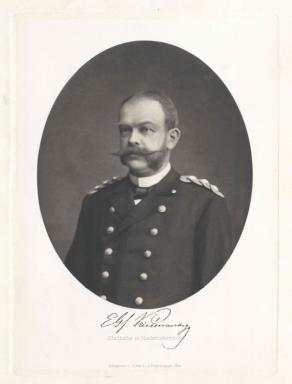
Erich von Kielmansegg

Graaf Erich von Kielmansegg (Hannover, 13 februari 1847 – Wenen, 5 februari 1923) was een Oostenrijks staatsman. Hij was keizerlijk gouverneur van Neder-Oostenrijk en kortstondig minister-president van Cisleithanië in 1895.

## Biografie
Hij was de zoon van graaf Eduard von Kielmansegg (1804–1879), die minister-president was van het koninkrijk Hannover van 1855 tot 1862. Na de annexatie van Hannover door Pruisen ten gevolge van de Oostenrijks-Pruisische Oorlog in 1866 verhuisde de familie Kielsmansegg naar Wenen. Erich von Kielmansegg studeerde rechtswetenschap aan de universiteiten van Heidelberg en Wenen en trad in 1870 in Oostenrijkse staatsdienst.
In 1876 werd hij hauptmann (kapitein) van het district Baden en in 1882 ambtenaar in het bestuur van de kroonlanden Boekovina en Karinthië, alsook op het ministerie van Binnenlandse Zaken. Vanaf 1889 was hij statthalter (keizerlijk gouverneur) van Neder-Oostenrijk, waar hij een fusie van de stad Wenen met haar buitenwijken doorvoerde en verantwoordelijk was voor ingrijpende werken aan de Weense waterwegen, zoals het Donaukanaal.
Nadat minister-president vorst Windisch-Graetz was afgetreden door een aanslepend Duits-Tsjechisch taalconflict, werd Kielmansegg, een vertrouweling van keizer Frans Jozef I, in juni 1895 aangesteld tot minister-president van Cisleithanië en binnenlandminister. Hij oefende deze functies echter ad interim uit, tot het aantreden van graaf Badeni in september 1895. Tot juni 1911 bleef hij overigens statthalter van Neder-Oostenrijk. Hij had te kampen met de groeiende macht van de sociaaldemocraten en de Christelijk-Sociale Partij onder de populaire Weense burgemeester Karl Lueger.
Hij stierf in Wenen ten gevolge van een longontsteking.
Beust · K. von Auersperg · Taaffe · Plener · Hasner von Artha · Potocki · Hohenwart · Holzgethan · A. von Auersperg · Stremayr · Taaffe · Windisch-Graetz · Kielmansegg · Badeni · Gautsch von Frankenthurn · Thun ·  Clary-Aldringen · Wittek · Koerber · Gautsch von Frankenthurn · Hohenlohe-Schillingsfürst · Beck · Bienerth-Schmerling · Gautsch von Frankenthurn · Stürgkh · Koerber · Clam-Martinic · Seidler von Feuchtenegg · Hussarek von Heinlein · Lammasch